# Khalafiyya
Khalafiyya és una subdivisió dels ibadites kharigites fundada a Tripolitana al començament del segle ix per Khalaf ibn al-Samh, net de l'imam Abu l-Khattab al-Maafiri. El seu pare al-Samh ibn Abd al-Ala fou visir de l'imam rustàmida Abd al-Wahhab ibn Abd al-Rahman fins vers el 811 i després governador de Tripolitana amb seu a Timiya o Timti a l'est del Djabal Nafusa, fins a la seva mort en data desconeguda però anterior al 823; els caps locals i tribals de la Tripolitana van decidir llavors nomenar com a cap del país al seu fill Khalaf. Abd al-Wahhab no va confirmar el nomenament i Khalaf va persistir en exercir el càrrec i es va produir una escissió de fet, en què quasi tota Tripolitana va seguir Khalaf.
Khalaf i el seu fill van governar fins vers el 894 i l'estat rustàmida es va acabar un o dos anys després. Seguidors khalafites van existir a Ghadames i Fezzan al segle ix, a Ris i Djerba al segle x, i a Zawagha (costa Tripolitana) al segle xi; al districtes de Yefren, Babil, Kikla i Takhal a l'est del Djabal Nafusa la secta va persistir fins al segle xiii. L. Masignon va informar el 1925 que encara havia trobar seguidors de la secta al Djabal Nafusa i al Gharyan aquell any.